# Baybars
Baybars al-ʿAlāʾī al-Bunduqdārī (in arabo الملك الظاهر ركن الدين بيبرس العلائي البُنْدُقْدارِي‎?; Dasht-i Kipchak, 19 luglio 1223 o 1228 – Damasco, 1º luglio 1277) è stato un sultano egiziano, di origine kipçak (turco-cumano).
Quarto Sultano mamelucco, governò l'Egitto e la Siria tra il 1260 e il 1277.
Schiavo turco di origine qipčaq del sultano ayyubide al-Malik al-Ṣāliḥ e, prima di lui, di Aydakin Bunduqdār (da cui prese la nisba), Baybars ebbe pelle scura, occhi azzurri e grande forza fisica, oltre a doti di intelligenza non comune e di rapidità di giudizio.

## Biografia
Baybars nacque nel deserto dei Kipchak (Dasht-i Kipchak/Cumania), tra i fiumi Edil (Volga) e Yaiyk. 
Secondo alcune fonti, la sua famiglia aveva lasciato la Crimea invasa dei Mongoli, mentre in Valacchia saliva al potere "al-malik A-n-s khān" (re Asen dei Valachi e dei Bulgari) Sarebbe stato Asen a vendere come schiavo Baybars, anche se si ignora tutto dell'acquisizione da parte di Asen del giovane kipčak.
La prima affidabile notizia che lo riguarda fu l'azione di scorta assicurata al suo signore ayyubide al-Malik al-Ṣāliḥ quando questi fu incarcerato a Karak nel 1239. Successivamente si segnalò per le sue doti di guerriero, nei ranghi del reggimento mamelucco d'élite definito Bahriyya (da Baḥr al-Nīl, «fiume Nilo», sun'isoletta del quale erano state predisposte le prime caserme degli schiavi-guerrieri), in occasione della Settima crociata, condotta tra il 1249 e il 1250 dal «re santo» Luigi IX di Francia. Diversamente da quanto indicato in varie fonti, non fu lui a guidare le forze mamelucco-corasmie che sbaragliarono nel 1244 i crociati nella battaglia di al-Harbiyya, ma il generale Rukn al-Din Baybars al-Salihi.

### Schiavo e combattente (1250-1260)
Sbarcato con i suoi guerrieri nella foce del Nilo, Luigi IX non riuscì, poco dopo, ad attuare il suo piano di giungere al Cairo e di conquistarla, per dare maggior solidità a Outremer. Nel precipitare degli avvenimenti, i Crociati, bloccati a Damietta dalle forze ayyubidi, tentarono una sortita massiccia per sopraffare gli egiziani di al-Ṣāliḥ Ayyūb, attestati nella vicina cittadina di al-Manṣūra. Nello scontro che ne seguì a Fāraksūr si mise ancora una volta in luce Baybars, che ebbe parte non piccola nella decisiva vittoria musulmana, dopo aver vanificato la pressione crociata mirante a conquistare al-Manṣūra prima che giungessero le decisive forze dell'Emiro Fakhr al-Dīn b. al-Shaykh (che avevano preso prigioniero lo stesso sovrano cristiano, liberato poi dietro versamento dell'enorme somma di 400000 tornesi d'oro, ossia 800 000 bisanti, prestati dai cavalieri templari).

Simbolo del sultano dal 1260

Baybars prese parte attiva alla successiva eliminazione fisica di al-Muʿazzam Tūrān Shāh (2-5-1250), figlio di al-Ṣāliḥ Ayyūb, e fu proprio la mancanza di eredi dell'ultimo sultano ayyubide a facilitare l'ascesa al potere dei Mamelucchi che avevano fino ad allora fedelmente servito la dinastia fondata da Saladino.
La fama di Baybars si accrebbe ancor più in occasione dell'epocale scontro che i Mamelucchi impegnarono contro le orde mongole di Hulegu, che avevano messo fine al califfato abbaside con la conquista nel 1258 di Baghdad e l'uccisione del califfo al-Musta'sim.
In realtà il condottiero mongolo non era presente allo scontro, in quanto tornato in patria per partecipare al Kuriltay dal quale sarebbe uscito, tra i fratelli Arig Bek o Kublai Khan (poi eletto), il successore del comune fratello Mongke, Gran Khān dei Mongoli, tutti nipoti di Gengis Khan.
Lo scontro avvenne tra i 12000 Mongoli, guidati dal turco nestoriano Kitbughā Nogan, e i 120000 Mamelucchi condotti dal sultano Quṭuz e da Baybars. Il luogo della battaglia fu ʿAyn Jālūt (lett. "La fonte di Golia") e il 3 settembre 1260 la vittoria non poté che arridere alle cavallerie mamelucche.
L'eco di un combattimento che sulla carta almeno non avrebbe potuto concludersi in maniera diversa, fu enorme in tutto il mondo. Quello islamico innanzi tutto - in cui l'arrivo dei mongoli, fino ad allora imbattuti, sembrava preludere alla fine del mondo e all'affermazione del Dajjāl, l'Anticristo dei musulmani, prima della finale epifania salvifica del Mahdī - ma anche nel mondo cristiano che, se vedeva con soddisfazione la catastrofe che s'abbatteva sull'Islam, non poteva illudersi che quegli stessi mongoli non sarebbero poi presto piombati su di esso.

### Ascesa al potere e campagne militari (1260-1275)
Quṭuz non godé a lungo i frutti del clamoroso successo perché sulla strada morì, probabilmente a causa delle ferite nella di battaglia di ʿAyn Jālūt.
Con Baybars prese a strutturarsi quel particolare tipo di Stato militare che fu il Sultanato mamelucco e, fedele alla sua indole bellicosa, il nuovo Sultano non perse tempo a restaurare, a partire dal 1261, le città del meridione siriano devastate dai Mongoli, dal Hawran ad Hama.
Per evitare ritorni di fiamma mongoli, Baybars si adoperò per il rafforzamento delle difese mamelucche, dando nuovo impulso alla cantieristica navale e migliorando il servizio di posta (barīd), che fungeva anche da organismo di controspionaggio.
Fu ripresa anche l'azione militare contro i Crociati e fin dal 1263 Baybars tentò di colpire San Giovanni d'Acri, senza trascurare di eliminare le ultime sacche di governo ayyubide in Siria-Palestina, che non s'erano piegate al dominio mamelucco, tra cui Karak.
Nel 1265 Baybars, radunato un forte esercito, si slanciò contro ciò che sopravviveva degli Stati crociati. Fino al 1271 le azioni belliche si susseguirono quasi senza requie, facendogli conquistare Arqa nel 1265 stesso, e quindi i castelli di ʿAthlīth (Château Pèlerine) (oggi nel distretto di Hayfā). Venne poi il turno di Arsūf e l'anno dopo di Safad. Nel 1268 caddero Giaffa e il castello di Beaufort, nell'entroterra di Tiro, prima del clamoroso tracollo di Antiochia, l'antico Principato conquistato dal normanno Boemondo di Taranto. Di slancio Baybars occupò anche i castelli di Safīthā, del Krak dei Cavalieri e di ʿAkkār nel 1271.
L'anno prima anche le forze ismailite di Siria si piegarono a pagargli il tributo e gli anni successivi sono caratterizzati da un'instancabile attività guerriera e di riorganizzazione dei domini siriani ed egiziani. Nel 1275 batté gli eserciti riuniti mongolo-selgiuchidi e s'impadronì di Cesarea in Cappadocia (attuale Kayseri). In tutto 38 campagne militari, gran parte delle quali condotte di persona.

### Campione dell'Islam

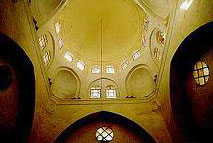
La cupola della tomba di Baybars al Cairo

La sua popolarità di "campione dell'Islam" si diffuse nella letteratura popolare e nella leggenda e a lui è dedicato un romanzo (Sīrat al-Ẓāhir Baybars) che ne glorifica anche fantasiosamente le gesta, comunque di grande interesse storico.
L'ultimo colpo di genio di Baybars fu quello di offrire ospitalità al Cairo a un Abbaside scampato alla catastrofe che aveva travolto nel 1258, ad opera dei Mongoli, la dinastia musulmana degli Abbasidi, al potere fin dal 750. La presenza al Cairo di un califfo "fantoccio" abbaside - onorato con grande pompa ma impedito nell'esercizio benché minimo di potere politico e decisionale - consentì ai Mamelucchi di proporsi come i salvatori dell'Islam e come usbergo del califfato. Per quanto definiti "fantasmi" dagli storici, il significato simbolico rivestito da tali "califfi" fu ritenuto nondimeno significativo se è vero che Selim I Yavuz, il Sultano ottomano che abbatté la potenza mamelucca nel 1517, portò via dal Cairo le insegne del potere abbaside ivi ospitate (tra cui il mantello, o "burda", del Profeta, la sua spada e la sua lancia), trasferendole a Istanbul, a dimostrazione della funzione di guida quasi-califfale della Umma assolta dalla sua dinastia.
Baybars morì a Damasco nel 1277, forse per aver ingerito una bevanda avvelenata; le sue spoglie riposano nella stessa Damasco, all'interno della Biblioteca della Madrasa al-Ẓāhiriyya.

## Curiosità
- Baybars è tra i protagonisti del romanzo Anima Templi, della scrittrice inglese Robyn Young.
- Il protagonista del romanzo di Robert Shea "Il Saraceno", Daoud, è un emissario di Baybars in Italia.